# Ove Pihl
Ove Pihl, född 2 maj 1938, är en svensk art director, bokförläggare och grafisk formgivare. Pihl är främst känd som grundare av reklambyrån Falk & Pihl samt bokförlagen Atlantis och Page One Publishing. Ove Pihl är nu aktiv konstnär med ett flertal utställningar 

## Biografi

### De tidiga åren
Ove Pihl examinerades från Beckmans designhögskola i Stockholm 1959 och School of Visual Arts i New York 1963. På SVA var hans lärare de legendariska grafiska konstnärerna Milton Glaser, Tony Palladino och Ivan Chermayeff. Ove Pihl deltog med elevarbeten i utställningen "Graphic Design USA" i Moskva 1962. Han fick sin första utmärkelse av Type Directors Club i New York 1962. I New York arbetade Ove Pihl som grafisk designer på Lippincott & Margulies samt som art director på McCann Erickson.
Tillbaka i Stockholm anställdes Ove Pihl på Ervaco annonsbyrå, där han bland annat skapade reklamkampanjen för högertrafikomläggningen tillsammans med Björn Bunge. 1968 anställdes han på Arbmans annonsbyrå, där han blev delägare 1969. Han skapade där framgångsrika reklamkampanjer för bland andra Gulf, Semper och Expressen.

### Falk & Pihl
År 1971 bildade Ove Pihl reklambyrån Falk & Partners tillsammans med Lars Falk, Lars "Fille" Hansson, Ulf Rådegård och Magnus Åkerlind. 1974 ombildade Pihl företaget tillsammans med Lars Falk, och reklambyrån Falk & Pihl skapades. Den blev snabbt en framgångsrik reklambyrå med kunder som SAAB, Ericsson, Semper, Frionor, Svensk Potatis, Uplandsbanken, Pommac, SSAB, PK-Banken, Cederroths, Fiat, Mazda, Sveriges riksdag, Tor Line, En Rökfri Generation och Vegete. Falk & Pihl erövrade mängder av utmärkelser för sin nyskapande reklam. 1983 såldes Falk & Pihl till den amerikanska reklambyrån Doyle Dane Bernbach.

### Atlantis Bokförlag
År 1974 skapade Ove Pihl, tillsammans med Kjell Peterson, bokförlaget Atlantis, som kom att bli känt för sina formgivna fackböcker och sin ambitiösa utgivning.

### Page One Publishing
År 1990 startade Ove Pihl bokförlaget Page One Publishing tillsammans med Robert Malmkvist. Förlaget specialiserade sig på att skapa och producera ämnesböcker av hög kvalitet och söka upp kunderna genom kanaler utanför den etablerade bokmarknaden. Page One Publishing stod 1998 bakom Sveriges största bokproduktion genom tiderna i en enda tryckning, en bok för hela svenska folket om den nya informationsteknologin i en miljon inbundna exemplar för Telia. Page One Publishing har under 20 år skapat och producerat över 4 miljoner ämnesböcker spridda över hela Europa. Bland uppdragsgivarna märks Åhlens, IKEA, H&M, Försvarsmakten, Indiska, Stockholm Energi, Gant, Konstfack, Kungahuset, Posten, COOP, Hemköp, Atlas Copco, Carrefour, Braun och Scania. Se bildspelet "An Amazing Creative Life"

## Utmärkelser
- Type Directors Club, New York 1962
- Graphic Design USA, Moskva 1962
- Art Directors Club Sweden
- Pour le Mérite Gastronomique, M Sandahl Foundation 1992

En mängd utmärkelser i svenska (Guldägget) och internationella tävlingar 1970-1980
Invald i Swedish Advertising Hall of Fame, Platina Akademien 1986
Diplomerad av Gastronomiska akademien 1998

## Juryarbete
- Guldägget-tävlingar 1965-1985; juryns ordförande 1994
- Tävlingen "Utmärkt svensk form" 1984
- Jurymedlem för Sverige i International Clio Awards 1983
- International Posters, Berlin 1988
- Clio Executive Jury, San Francisco 1996

## Undervisningsuppdrag
- Huvudlärare och grundare A & O Advertising Concept Art / Copy
- Berghs School of Communication, Stockholm 1988-1992

## Styrelseuppdrag
- Beckmans School of Design 1975-1980
- Berghs School of Communication 1988-1992
- Konstfack University College of Arts, Crafts and Design 1994-1996
- SandellSandberg AB 1998-2000
- Silk & Clean AB 2006-2009

## Reklamutställningar
- Doyle Dane Bernbach: "Falk & Pihl Advertising", New York 1986
- Landskrona Museum: "Ove Pihl, Retrospektiv" 2008

## Utställningar av Ove Pihls målningar
Pierre & Peters Interior, Stockholm 2017
Pierre & Peters Interior, Stockholm 2016
Galleri Sjöhästen, Nyköping 2016
Pierre & Peters Interior, Stockholm 2015
Stensalen, Stockholms Slott 2014
KonstnärsBaren, Stockholm 2013
Pierre & Peters Interior, Stockholm 2012
Hotell Anglais, Stockholm 2011
Galleri Sjöhästen, Nyköping 2010
Galleri Diplomat, Stockholm 2010
Galleri Ewerts, Nyköping 2009
Chateau I´Arnaude, Frankrike 2008
Galleri Roddarhuset, Vaxholm 2008
Galleri Gummesons, Stockholm 2008
Pontus by the Sea, Stockholm 2007
Sturehov, Stockholm 2006
Galleri Gummesons, Stockholm 2005
Galleri Gummesons, Stockholm 2004